# Cynodontium strumiferum
Cynodontium strumiferum là một loài Rêu trong họ Dicranaceae. Loài này được (Hedw.) Lindb. mô tả khoa học đầu tiên năm 1864.